# Pérama (Étolie-Acarnanie)
Pour les articles homonymes, voir Perama (homonymie).
Pérama (grec moderne : Πέραμα) est une localité située dans le dème de Naupactie, dans le district régional d'Étolie-Acarnanie, dans la périphérie de Grèce-Occidentale, en Grèce.
Selon le recensement de 2021, elle compte 48 habitants.